# Berlin-Haselhorst
Berlin-Haselhorst [ˈhaːzl̩ˌhɔʁst]  est un quartier de l'ouest de Berlin, capitale de l'Allemagne; un des neuf quartiers de l'arrondissement de Spandau.

## Géographie

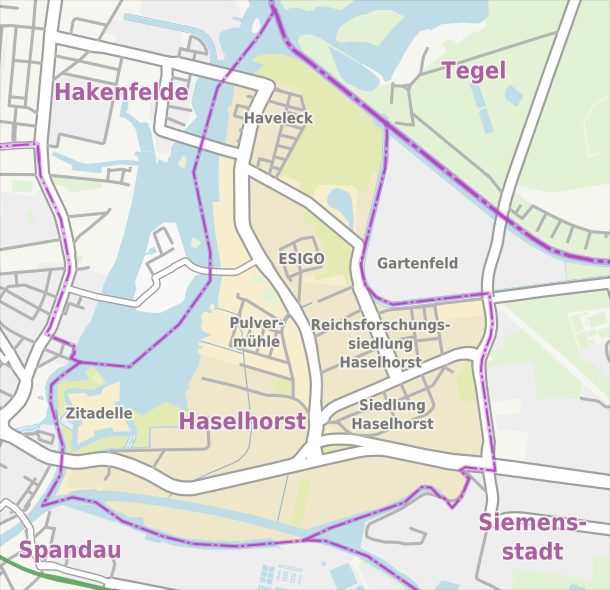
Carte de Haselhorst et des quartiers limitrophes.

Le quartier se trouve au bord de la rivière Sprée, jusqu'au confluent avec la Havel dans le sud-ouest. À l'ouest et au sud, Haselhorst confine au quartiers de Spandau ; au nord-ouest, il s'étend jusqu'au quartier de Hakenfelde. À l'ouest, il confine au quartier de Siemensstadt et il est également limitrophe avec l'arrondissement de Reinickendorf au nord-est, au-délà du canal navigable de Berlin-Spandau.

## Population
Le quartier comptait 15 542 habitants le 1er janvier 2017 selon le registre des déclarations domiciliaires, c'est-à-dire 3 287 hab./km2.

## Transports

### Stations de métro
| : Zitadelle Haselhorst Paulsternstraße |

## Personnalités
- August von Brandis (1859–1947), peintre.